# Phyllanthus taylorianus
Phyllanthus taylorianus är en emblikaväxtart som beskrevs av Jean F.Brunel. Phyllanthus taylorianus ingår i släktet Phyllanthus och familjen emblikaväxter. Inga underarter finns listade i Catalogue of Life.